# Château de Kehtna
Le château de Kehtna (estonien : Kehtna mõis), avant 1919 Château de Kechtel (allemand : Herrenhaus Kechtel) est un château situé près de Kehtna  dans la province de Rapla en Estonie.
Du temps de l'Empire russe, le château dépendait de la paroisse de Rappel (aujourd'hui Rapla).

## Historique

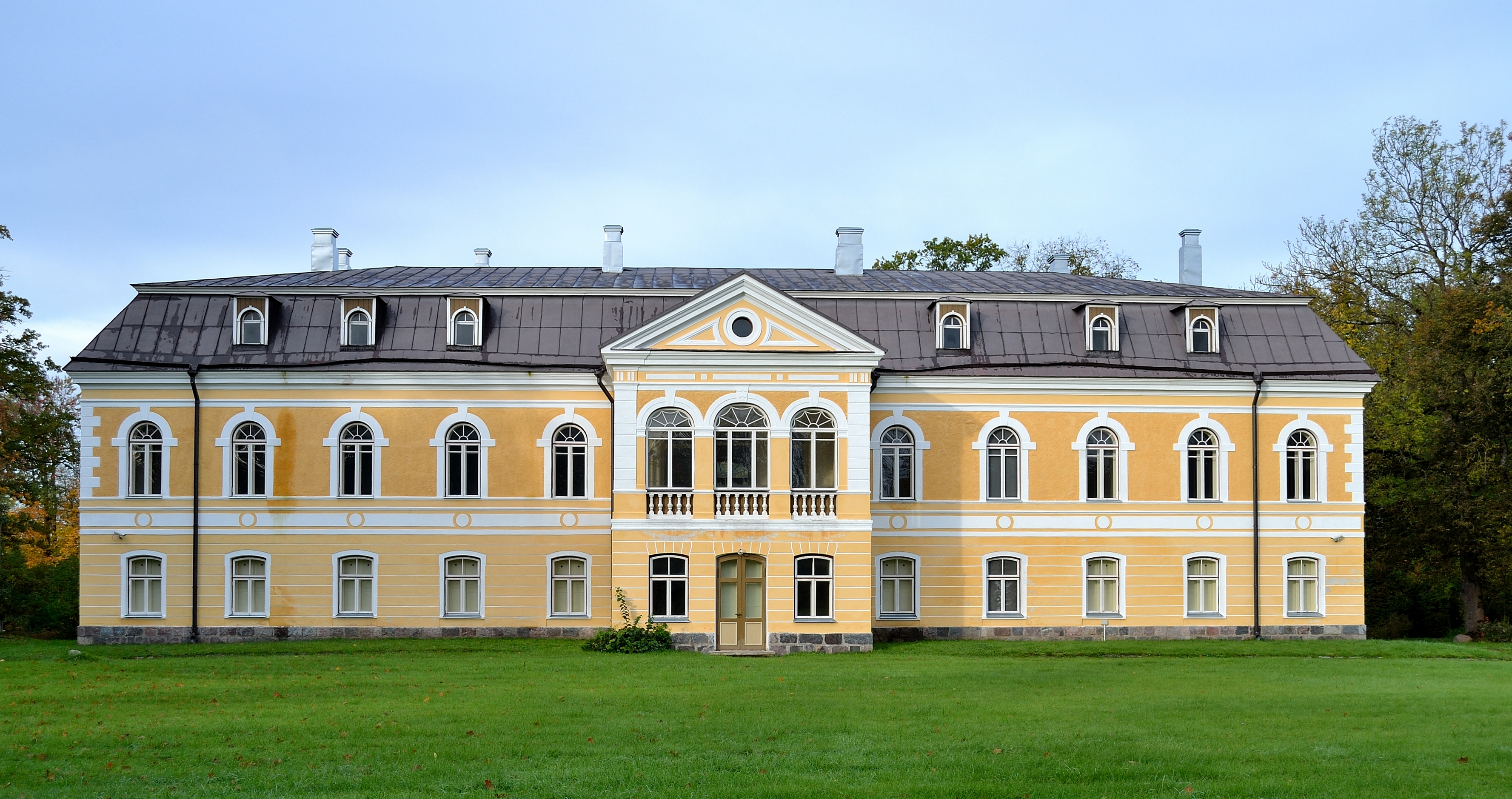
Façade donnant sur le parc

Le domaine seigneurial a été mentionné en 1470 sous le nom de Kectel et un manoir est bâti en 1485 (Kechtel Hof). Le domaine a appartenu à la famille von Vietinghoff, qui font bâtir le château actuel à la fin du XVIIIe siècle, puis aux Benckendorff en 1820 et aux Lilienfeld à partir de 1874. Il est nationalisé en 1919, lorsque la noblesse allemande de la Baltique est expropriée de ses biens fonciers, et les Lilienfeld sont expulsés. Il est transformé en école agricole.
Le château a été érigé en 1790 en style néoclassique avec une longue façade à onze fenêtres sur deux rangées, mais il est remanié entre 1875 et 1880 avec des apports historicistes, lorsque les Lilienfeld en deviennent les propriétaires. Il brûle en partie pendant les jacqueries dues à la révolution russe de 1905 et le baron Helmuth von Lilienfeld le fait rebâtir entre 1905 et 1910 en style néobaroque, comme son portique à terrasse du côté de la façade d'honneur et le grand portique en forme de loggia avec fronton à la grecque du côté du parc.
Il est entouré d'un parc de cinq hectares qui a été dessiné à la fin du XIXe siècle par le directeur des jardins de Riga, Georg Kuphaldt (1853-1938). Les anciens bâtiments agricoles construits tout en longueur se trouvent autour du château. Le château a été privatisé en 1997 et restauré récemment.

## Source
- (et) Cet article est partiellement ou en totalité issu de l’article de Wikipédia en estonien intitulé « Kehtna mõis » (voir la liste des auteurs).